# Celso Golmayo Zúpide
Celso Golmayo Zúpide fou un advocat i jugador d'escacs, nascut a Logronyo, La Rioja, el 24 d'abril de 1820, i mort a l'Havana, Cuba, l'1 d'abril de 1898.

## Biografia
De jove es va traslladar a Cuba on era Fiscal del Tribunal Contenciós de L'Havana. Allà fou un dels grans impulsors del progrés dels escacs a Cuba, i el primer campió no oficial del país, des que el 1862 guanyés en Félix Sicre. També participà en el fort Torneig Internacional de París 1867, que se celebrà en paral·lel a l'Exposició Universal. Al torneig hi participaven diversos dels millors jugadors del món, entre d'altres Szymon Winawer i Wilhelm Steinitz i Golmayo hi va quedar en vuitena posició (el campió fou Ignatz von Kolisch).
El 1885 contribuí a fundar el Club d'Escacs de l'Havana, entitat que aviat esdevingué el més famós club d'escacs del món a finals del segle xix. Allà s'hi celebraren el segon i quart matxs pel Campionat del món d'escacs entre Steinitz i Txigorin el 1889 i el 1892. Steinitz va qualificar el Club d'Escacs de l'Havana com a "El Dorado dels escacs", a causa de la freqüència i qualitat dels esdeveniments escaquístics que s'hi celebraven, sota la influència de Golmayo. Fou també en aquest club on el 1897 es va jugar el primer campionat d'escacs de Cuba, que va guanyar el seu fill Manuel Golmayo.

## Resultats en matxs individuals
Guanyà a Paul Morphy (3-2) a Blindsim, 1864 (tot i que es tractava de partides amb hàndicap, en què Morphy donava avantatge de cavall); va perdre contra Gustav Neumann (0-3) a Paris, el 1867; va perdre en dues ocasions contra Wilhelm Steinitz (2-9) el 1883 i (0-5) el 1888; va guanyar dos cops a Andrés Clemente Vázquez (7-0) el 1887 i (7-4) el 1890; va perdre tres cops contra George Henry Mackenzie (3-6) i (0,5-5,5) el 1887 i (4,5-7,5) el 1888; va perdre (4-6) contra Joseph Henry Blackburne (+5 =2 -3) el 1891; i va perdre contra Emanuel Lasker (0'5-2'5) el 1893, aquests dos darrers a l'Havana.
César Golmayo era el pare de Celso i Manuel, també destacats jugadors d'escacs.